# Denali
Der Denali oder Mount McKinley in Alaska ist mit 6190 Metern Höhe der höchste Berg Nordamerikas. Er ist damit einer der Seven Summits, der jeweils höchsten Berge der sieben Kontinente.

## Namen und Umbenennungen
„Denali“ ist der traditionelle Name des Berges, ein Wort aus der athapaskischen Sprache des nordamerikanischen Indianerstammes Koyukon, das „der Große“ oder „der Hohe“ bedeutet. Unter russischer Souveränität hieß der Berg „Bolschaja Gora“ (Большая Гора, deutsch „großer Berg“), eine Übersetzung des Wortes Denali. In den späten 1880er und 1890er Jahren wurde der Denali nach einem Goldgräber als Densmore’s Mountain bezeichnet. 1897 verzeichnete der Goldgräber William Dickey den Berg auf seiner Karte als Mount McKinley, nach dem republikanischen Präsidenten William McKinley, der im Vorjahr gewählt worden war und der den Goldstandard unterstützte, sodass die Goldschürfer ihn unterstützten, während die Silberschürfer zum demokratischen Präsidentschaftskandidaten William Jennings Bryan tendiert hatten. Amtlich wurde dieser Name 1917 im Gesetz zur Gründung des Mount-McKinley-Nationalparks (seit 1980 „Denali National Park and Preserve“), das auch den Berg offiziell benannte.
Im Zuge des wachsenden Respekts vor den Traditionen der indianischen Ureinwohner beschloss die Geographie-Behörde des Staates Alaska 1975 die Rückbenennung in Denali. Seitdem verwenden alle Publikationen des Staates diesen Namen. 1980 wurde der Nationalpark im Bundesgesetz Alaska National Interest Lands Conservation Act in Denali-Nationalpark umbenannt. Eine Umbenennung des Berges selbst kam auf Bundesebene zunächst nicht zustande, weil Politiker aus Ohio, der Heimat von William McKinley, die Pläne lange Zeit blockierten. Am 29. August 2015 änderte das Geographic Names Information System (GNIS) auf Anweisung der Innenministerin Sally Jewell und in Abstimmung mit dem Präsidenten Barack Obama den amtlichen Namen in „Denali“. Das GNIS führt noch über 40 weitere, inoffizielle Namen für den Berg.
Bei seiner zweiten Inauguration am 20. Januar 2025 gab US-Präsident Donald Trump bekannt, den Berg wieder in Mount McKinley umbenennen zu wollen. Am selben Tag wies er per Dekret den Innenminister an, innerhalb 30 Tagen den von 1917 bis 2015 verwendeten Namen wieder einzuführen. Der Senat und das Repräsentantenhaus von Alaska protestierten erfolglos dagegen. Unmittelbare Wirkung hat das Dekret nur für US-Bundesbehörden. 

## Geographie und Klima
Der Denali bildet den höchsten Gipfel der Alaskakette und liegt im nach ihm benannten Denali-Nationalpark. Aufgrund seiner isolierten Lage ist er der Berg mit dem höchsten Relief der Erde, kein anderer Gipfel ragt so weit über sein Umfeld hinaus. Außerdem liegt er nahe am Polarkreis.
Die klimatischen Bedingungen am Denali gelten als extrem, so treten starke Winde und besonders tiefe Temperaturen auf. Häufig erreichen orkanartige Stürme mit Windgeschwindigkeiten über 120 km/h den Berg, die sich über den Aleuten bilden und durch pazifische Hochdruckgebiete nach Alaska gelenkt werden. In den Wintermonaten senkt sich der etwa 160 km/h schnelle Jetstream über dem Berg ab. In Kombination mit der Höhe des Berges entsteht ein Venturi-Effekt, der die Windgeschwindigkeiten verdoppeln kann.
Gerade bei gutem, d. h. wolken- und niederschlagsfreiem Wetter ist es am Denali besonders kalt. Die Temperatur auf dem Gipfel steigt selten über −15 °C, auch Temperaturen von −30 °C sind in den Höhenlagen keine Seltenheit. Eine bis rund −70 °C (−95 °F) kalibrierte, selbstaufzeichnende Minimumtemperatur-Messstation war zwischen 1913 und 1923 auf rund 4570 Meter (etwa 15.000 Fuß) Höhe platziert und die Auswertung ergab einen Kälterekord unterhalb ihres kalibrierten Messbereichs. Eine anschließende Laboruntersuchung ergab, dass das Gerät funktionierte und der aufgezeichnete Kälterekord bei rund −73 °C (etwa −100 °F) lag. Da am Berg meist starke Winde herrschen, ist die gefühlte Temperatur durch Windchill noch deutlich niedriger. Die Klettersaison ist zwischen April und Juli.

## Geschichte

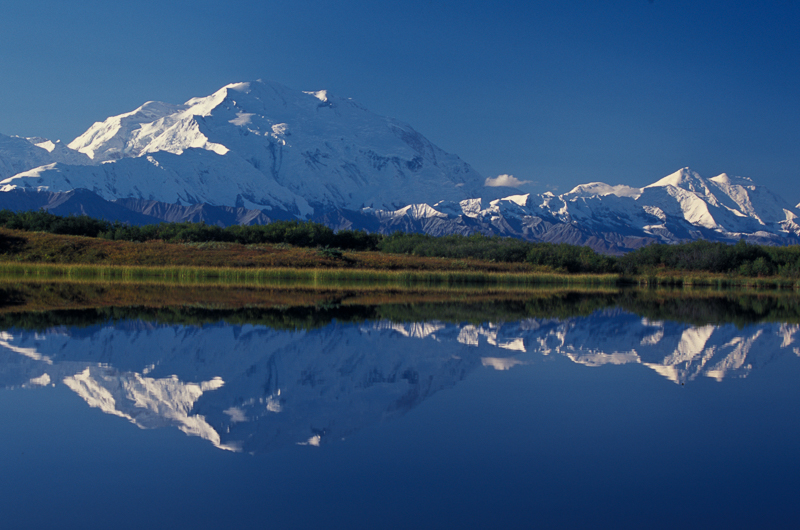
Denali

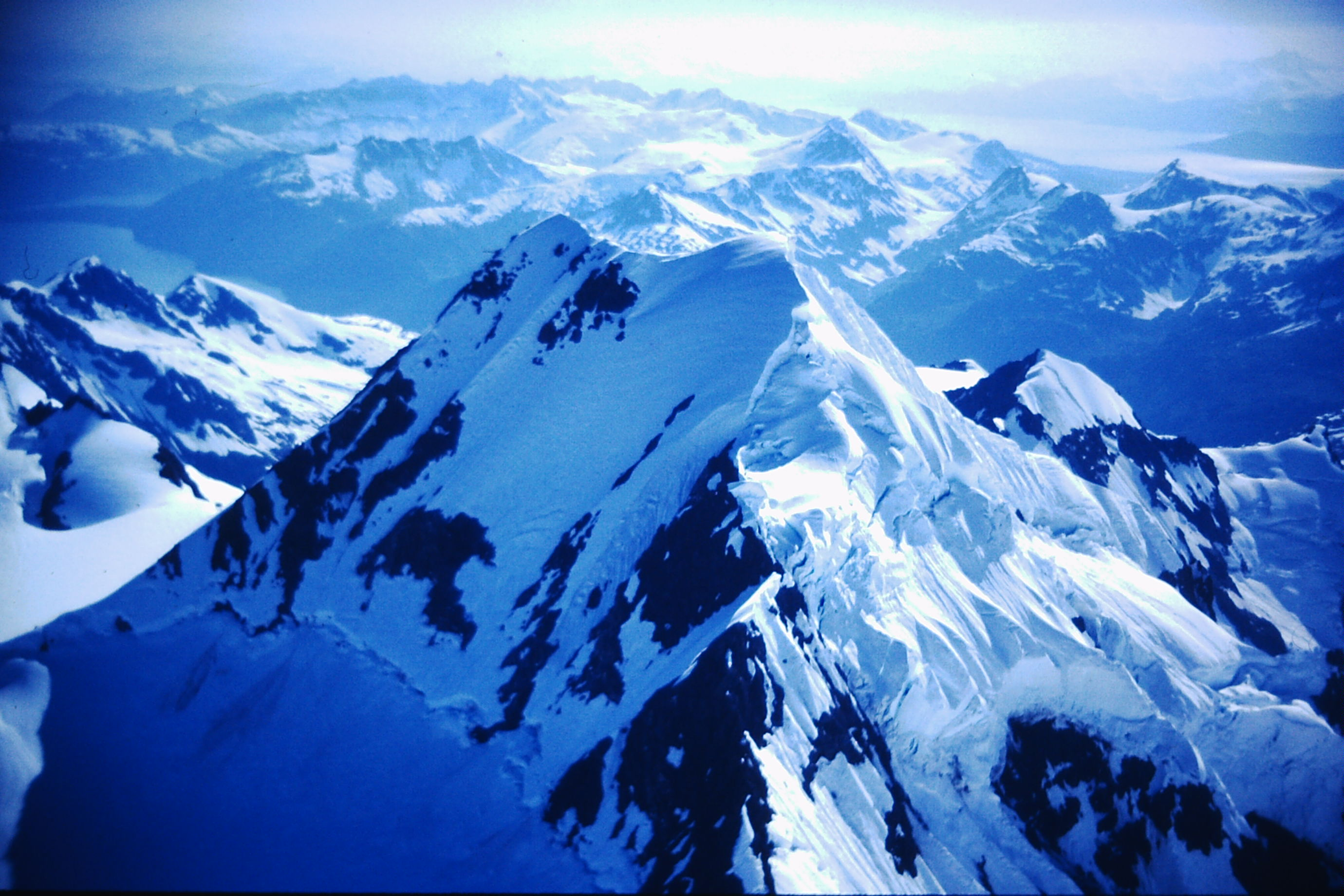
Flugaufnahme 1987

Die erste dokumentierte Bezugnahme auf den Berg findet sich in den Aufzeichnungen des britischen Entdeckers George Vancouver aus dem Jahr 1794. Anfang des 20. Jahrhunderts wurden die ersten Besteigungsversuche unternommen. Als Erste erreichten der amerikanisch-britische Forscher Hudson Stuck und der Alaskaner Henry Peter Karstens sowie die Athabasca-Indianer Walter Harper und Robert Tatum am 7. Juni 1913 den Gipfel. Frederick Cook hatte zwar behauptet, schon sieben Jahre zuvor auf dem Berg gestanden zu haben, was jedoch widerlegt wurde. Der von Cook bestiegene und um 4563 m niedrigere Gipfel heißt heute Fake Peak.
Den ersten dokumentierten Versuch einer Besteigung hatte im Jahr 1903 James Wickersham über die Nordwand unternommen, die inzwischen nach ihm Wickersham Wall benannt wurde. Diese Route gilt als extrem gefährlich und wurde erst 1963 erfolgreich durchstiegen. Ein langjähriger Erforscher dieses Berges war Bradford Washburn, der 1960 eine Karte im Maßstab 1:50.000 erstellte.
Am 7. Juni 1913 gelang einer Seilschaft unter Leitung von Hudson Stuck und Harry Karstens die Erstbesteigung. Der aus Alaska stammende Walter Harper gilt als erster Mensch auf dem Gipfel. 1967 hat der Dokumentarfilmer Martin Schliessler den Berg in Begleitung eines Teams um Ray Genet bestiegen, wobei Schliessler die ganze Besteigung per Film festhielt. Es gilt seither als das ausführlichste Filmdokument einer Bergbesteigung. Kurz vor Erreichen der Spitze kehrte Genet aber um.
Die Besteigung gilt technisch als nicht schwierig. Die Probleme ergeben sich aus der starken Kälte, den häufigen Stürmen und der schieren Höhe in Verbindung mit dem massiven Relief. Den weiten Anmarsch von der nächsten Siedlung umgehen die weitaus meisten Bergsteiger, indem sie sich zu einer Gletscher-Piste auf etwa 2200 m über dem Meer fliegen lassen. Für den Gipfelanstieg werden dann etwa drei Wochen Zeit einschließlich der Akklimatisierung und Gewöhnung an die Höhe angesetzt.